# Михайлівська волость (Ізюмський повіт)
Михайлівська волость — історична адміністративно-територіальна одиниця Ізюмського повіту Харківської губернії з центром у селі Михайлівка.
Станом на 1885 рік складалася з 6 поселень, 6 сільських громад. Населення — 2007 осіб (1048 чоловічої статі та 959 — жіночої), 341 дворове господарство.
|                     | Площа, десятин | У тому числі орної, дес. |
| ------------------- | -------------- | ------------------------ |
| Сільських громад    | 2348           | 2218                     |
| Приватної власності | 13753          | 3505                     |
| Іншої власності     | 33             | 30                       |
| Загалом             | 16134          | 5753                     |

Основні поселення волості:
- Михайлівка (Яблочкове) — колишнє власницьке село при річці Маячка за 50 версти від повітового міста, 471 особа, 98 дворових господарств, православна церква.

Найбільші поселення волості станом на 1914 рік:
- слобода Некременне — 1094 мешканці.

Старшиною волості був Лука Пантелійович Озерський, волосним писарем — Олексій Семенович Панченко, головою волосного суду — Іван Осипович Різник.